# پی‌یب
پی‌یب (انگلیسی: Peab) شرکت ساخت‌وساز سوئدی است، که در سال ۱۹۵۹ تأسیس شد.